# 명동길 (서울)
명동길(明洞길, Myeongdong-gil)은 서울특별시 중구 명동2가 83-5에서 저동1가 39-4까지를 잇는 도로이다. 도로명은 명동에서 유래하였다.

## 연혁
- 1966년 11월 26일: ‘명동입구(중구 남대문로2가 14-1)~중앙극장옆(중구 저동1가 39)’ 구간을 명동로(明洞路)로 지정[1]
- 2010년 5월 26일: 명동길로 도로명 주소 고시

## 주요 경유지
서울특별시
- 중구 (명동2가 - 명동1가 - 저동1가)

## 노선
| 교차로   | 접속 노선 | 소재지 | 소재지 | 비고             |
| -------- | --------- | ------ | ------ | ---------------- |
|          | 남대문로  | 중구   | 명동   | 교차로 이름 없음 |
| 명동성당 | 삼일대로  | 중구   | 명동   |                  |
| 명동성당 | 마른내로  | 중구   | 명동   |                  |

## 부속도로
- ●: 전 구간 해당
- ▲: 일부 구간 해당
- ✖: 해당 없음

| 도로명    | 기점            | 종점             | 총연장 (m) | 차량 통행 가능 | 일방통행 | 소재지 | 소재지 |
| --------- | --------------- | ---------------- | ---------- | -------------- | -------- | ------ | ------ |
| 명동2길   | 명동2가 83-6    | 충무로1가 25-50  | 344        | ●              | ●        | 중구   | 명동   |
| 명동3길   | 명동1가 59-7    | 을지로2가 198    | 268        | ▲              | ●        | 중구   | 명동   |
| 명동4길   | 명동2가 55-1    | 충무로1가 22-4   | 257        | ✖              | ✖        | 중구   | 명동   |
| 명동6길   | 명동2가 51-14   | 명동2가 53-6     | 153        | ✖              | ✖        | 중구   | 명동   |
| 명동7길   | 명동1가 53-1    | 을지로2가 181-3  | 136        | ✖              | ✖        | 중구   | 명동   |
| 명동7가길 | 명동1가 59-1    | 남대문로2가 10-1 | 184        | ●              | ✖        | 중구   | 명동   |
| 명동8길   | 명동2가 50-4    | 충무로2가 65-7   | 330        | ✖              | ✖        | 중구   | 명동   |
| 명동8가길 | 충무로2가 65-9  | 충무로2가 60-4   | 350        | ●              | ●        | 중구   | 명동   |
| 명동8나길 | 충무로1가 23-8  | 충무로1가 25-11  | 295        | ●              | ●        | 중구   | 명동   |
| 명동9길   | 명동1가 28-3    | 을지로2가 195-3  | 265        | ●              | ●        | 중구   | 명동   |
| 명동9가길 | 을지로2가 199-9 | 남대문로2가 5-3  | 189        | ●              | ●        | 중구   | 명동   |
| 명동10길  | 명동2가 33-1    | 충무로2가 65-6   | 334        | ▲              | ✖        | 중구   | 명동   |
| 명동11길  | 명동1가 1-3     | 을지로2가 185    | 231        | ●              | ✖        | 중구   | 명동   |
| 명동13길  | 명동1가 1-3     | 을지로2가 167    | 210        | ●              | ▲        | 중구   | 명동   |